# Варзи-Ятчинское (сельское поселение)
Варзи-Ятчинское — упразднённое муниципальное образование со статусом сельского поселения в составе Алнашского района Удмуртии.
Административный центр — село Варзи-Ятчи.
Образовано в 2004 году в результате реформы местного самоуправления.
Законом Удмуртской Республики от 23 апреля 2021 года № 27-РЗ к 9 мая 2021 года упразднено в связи с преобразованием муниципального района в муниципальный округ.

## Географические положение
Находится на востоке района, граничит:
- на западе с Кузебаевским и Азаматовским сельскими поселениями
- на северо-востоке и юге с Республикой Татарстан

Общая площадь поселения — 8850 гектар, из них сельхозугодья — 6994 гектар.

## Население
| 2008  | 2010  | 2012  | 2013  | 2014  | 2015  |
| ----- | ----- | ----- | ----- | ----- | ----- |
| 2105  | ↘1951 | ↘1920 | ↘1894 | ↗1896 | ↘1884 |
| 2016  | 2017  | 2018  | 2019  | 2020  | 2021  |
| ↘1847 | ↗1856 | ↗1875 | ↘1858 | ↘1825 | ↗2012 |

## Населённые пункты
| Название                            | Статус населённого пункта | Население 2008 год | Почтовый индекс | ОКАТО          |
| ----------------------------------- | ------------------------- | ------------------ | --------------- | -------------- |
| Варзи-Ятчи (административный центр) | село                      | 1040               | 427896          | 94 202 850 001 |
| Арбайка                             | деревня                   | 103                | 427896          | 94 202 850 007 |
| Ляли                                | деревня                   | 496                | 427896          | 94 202 850 003 |
| Русский Вишур                       | деревня                   | 1                  | 427896          | 94 202 850 006 |
| Шадрасак Кибья                      | деревня                   | 209                | 427896          | 94 202 850 004 |
| Юмьяшур                             | деревня                   | 256                | 427896          | 94 202 850 002 |